# Katarzyna Zaroślińska
Katarzyna Zaroślińska-Król (Gorzów Wielkopolski, 3 febbraio 1987) è una pallavolista polacca, opposto del PAOK.

## Carriera

### Club
Katarzyna Zaroślińska inizia la sua carriera pallavolistica da professionista nella stagione 2006-07, tra le file del Legionovia, in cui milita per una sola stagione prima di trasferirsi nello Skra Bełchatów. Nella stagione 2008-09 viene ingaggiata dallo Stal Mielec mentre nel campionato successivo veste la maglia del Budowlani Łódź, in cui milita per due stagioni vincendo il suo primo trofeo, ossia la Coppa di Polonia e venendo premiata anche come miglior attaccante.
Nella stagione 2011-12 viene ingaggiata dal Dąbrowa Górnicza, con cui colleziona due vittorie in Supercoppa polacca ed altrettante in Coppa di Polonia; dopo un triennio, nell'annata 2014-15 si trasferisce all'Atom Trefl Sopot, dove rimane due stagioni conquistando la Coppa di Polonia. Nel campionato 2016-17 viene ingaggiata dal Chemik Police: nelle due annate in biancoblù conquista la Coppa di Polonia 2016-17 e due titoli nazionali prima di passare nella stagione 2018-19 al Developres Rzeszów. Al biennio privo di vittorie nel club di Rzeszów seguono un'annata all'ŁKS e una al Radomka, sempre nella massima serie polacca.
Per la stagione 2022-23 emigra per la prima volta all'estero, accettando la proposta delle greche del PAOK con cui disputa la Volley League.

### Nazionale
Nel 2009 riceve le prime convocazioni in nazionale, con cui partecipa alle Universiadi giungendo al terzo posto, mentre l'anno successivo disputa il World Grand Prix e il campionato mondiale.
Nel 2015 vince la medaglia d'argento ai I Giochi europei.

## Palmarès

### Club
- Campionato polacco: 2

2016-17, 2017-18
- Coppa di Polonia: 5

2009-10, 2011-12, 2012-13, 2014-15, 2016-17
- Supercoppa polacca: 2

2012, 2013

### Nazionale (competizioni minori)
- Universiade 2009
- Giochi europei 2015

### Premi individuali
- 2010 - Coppa di Polonia: Miglior attaccante
- 2017 - Coppa di Polonia: Miglior opposto
- 2019 - Coppa di Polonia: Miglior attaccante